# Martina Janßen
Martina Janßen (* 16. Mai 1971 in Emden) ist eine deutsche evangelische Theologin und Hochschullehrerin.

## Leben und Wirken
Im Gymnasium am Treckfahrtstief in Emden absolvierte sie am 9. Mai 1990 ihr Abitur und begann noch im gleichen Jahr das Studium der Evangelischen Theologie und Germanistik an der Carl-von-Ossietzky-Universität zu Oldenburg. Ab 1992 setzte sie ihr Studium an der Georg-August-Universität zu Göttingen fort und legte am 25. Mai 2000 ihre Diplomprüfung in Evangelischer Theologie ab; am 13. November 2000 folgte die Promotion zum Dr. theol. mit ihrer Dissertationsschrift Mystagogus Gnosticus? - Zur Gattung der gnostischen Gespräche des Auferstandenen. Sie wurde im Anschluss wissenschaftliche Hilfskraft bei Hartmut Stegemann und war von 2001 bis 2007 in der Abteilung Neues Testament als wissenschaftliche Assistentin mit einem Habilitationsvorhaben zur Pseudonymität in der antiken Literatur mit Schwerpunkt auf dem Neuen Testament tätig. Daneben absolvierte sie von 2004 bis 2007  ein berufsbegleitendes Vikariat in der Evangelisch-lutherischen Landeskirche Hannovers, legte am 10. März 2007 ihr Zweites Theologisches Examen (Pfarrerausbildung (EKD)) ab und wurde am 9. November 2008 in Jork-Estebrügge ordiniert. Von 2016 bis 2021 wirkte sie als Pastorin an St. Andreas zu Hildesheim, danach als Schulpastorin am selben Ort.
Ihr akademisches Wirken führte sie parallel dazu von 2007 bis 2008 als wissenschaftliche Mitarbeiterin bei Florian Wilk fort, nahm seit dem Jahre 2009 Lehraufträge an der TU Braunschweig, der Universität Hamburg und der Universität Göttingen auf. Am 19. Juni 2019 wurde ihr Habilitationsverfahrens abgeschlossen und sie erhielt die Venia legendi für das Fachgebiet „Neues Testament“; der Titel der Habilitationsschrift lautete Corpus Pastorale catholicum – Studien zu Intention und Komposition der Pastoralbriefe.
Janßen ist seit dem Jahre 2012 Mitglied der IV. Prüfungsabteilung der Konföderation evangelischer Kirchen in Niedersachsen, seit 2018 ist sie Mitglied der Studiorum Novi Testamenti Societas  (SNTS).
Martina Janßen ist mit dem studierten Theologen und Netzwerkspezialisten Roald A. Zellweger verheiratet.

## Veröffentlichungen (Auswahl)
- Mystagogus Gnosticus? –  Zur Gattung der gnostischen Gespräche des Auferstandenen. In: Gerd Lüdemann (Hrsg.): Studien zur Gnosis (= ARGU 9), Frankfurt a. Main 1999, S. 21–260.
- Unter falschem Namen. Eine kritische Forschungsbilanz frühchristlicher Pseudepigraphie (= ARGU 14). Frankfurt a. Main u. a. 2003.
- Plagiat, in: RAC 27, 2016, Sp. 811–837.
- "Was ist ein Autor?" – Vorstellungen und (Selbst-)Inszenierungen von Autorschaft in der Antike:, in: Jörg Frey / Michael Jost / Franz Tóth (Hg.), Autorschaft und Autorisierungsstrategien in apokalyptischen Texten (WUNT 426), Tübingen 2019, S. 49–108
- Die Themistoklesbriefe zwischen Fälschung und Fiktion – Zur Relevanz griechischer Brieffiktionen für die neutestamentliche Pseudepigraphiefrage, in: ZNW 111, 2020, S. 161–193.
- Das Thomasevanglium. Einleitung und Übersetzung, in: Jürgen Wehnert (Hg.), Bibliothek der antiken jüdischen und christlichen Literatur. Band 2: Frühchristliche Literatur, Paderborn 2024, S. 1401–1425.
- Corpus Pastorale. Die Pastoralbriefe als fiktionales Briefbuch, WUNT 540, Tübingen 2025.

als Herausgeberin
- mit Jörg Frey, Jens Herzer, Clare K. Rothschild: Pseudepigraphie und Verfasserfiktion in frühchristlichen Briefen. Pseudepigraphy and Author Fiction in Early Christian Letters (= Wissenschaftliche Untersuchungen zum Neuen Testament 246). Tübingen 2009.
- mit F. Stanley Jones, Jürgen Wehnert: Frühes Christentum und Religionsgeschichtliche Schule, Festschrift für Gerd Lüdemann (= NTOA/StUNT 95), Göttingen 2011.
- mit Jürgen Wehnert: Kindler Kompakt. Die Bibel. Eingeleitet von Heinrich Detering, Stuttgart 2016.

Quelle: